# Język asumboa
Język asumboa (a. asumbua, asumuo, asumbuo, asubuo) – język austronezyjski używany na wyspie Utupua w granicach Wysp Salomona. W 1999 r. posługiwało się nim 10 osób. Jego użytkownicy zamieszkują wieś o tej samie nazwie.
Na poziomie morfosyntaktyki jest zbliżony do dwóch pozostałych języków wyspy, amba (nembao) i tanimbili.
Poważnie zagrożony wymarciem. Jest wypierany przez amba. Jego żywotności nie sprzyja również presja ze strony języka neosalomońskiego. 
Jest zapisywany alfabetem łacińskim.